# Arved von Hahn
Arved Baron von Hahn (* 19. Oktober 1872 in Zehren bei Kandau in Kurland; † 11. März 1948 auf dem Schloss Moyland bei Kleve) war ein russischer Verwaltungsbeamter und deutsch-baltischer Politiker.

## Leben
Nach dem Besuch des Gymnasiums in Goldingen studierte er an der Rheinischen Friedrich-Wilhelms-Universität Bonn Rechtswissenschaften. 1893 wurde er Mitglied des Corps Borussia Bonn. Nach dem Studium kehrte er in seine kurländische Heimat zurück und wurde Kaiserlicher russischer Kommissar des Kreises Illuxt und später Kaiserlicher russischer Staatsrat. Nach dem Zusammenbruch des Zarenreichs gehörte er dem kurländischen Landesrat und vom 9. bis zum 28. November 1918 dem Baltischen Regentschaftsrat, der vom Vereinigten Landesrat gewählten vorläufigen Regierung des kurzlebigen Vereinigten Baltischen Herzogtums, an. Er verließ Lettland und lebte in Berlin-Halensee. Nach dem Zweiten Weltkrieg lebt er auf Schloss Moyland am Niederrhein.

## Familie
Arved v. H. stammte aus dem kurländischen Adelsgeschlecht Hahn. Seine Eltern waren der Majoratsherr Peter Wilhelm Paul von Hahn (* 1844 in Lubb-Essern; † 1919 in Lubb-Essern), Herr auf Lubb-Essern, und dessen erster Ehefrau Johanna von Arnim (1850–1889). Der Vater war in zweiter Ehe mit Hedwig von Drachenfels (* 1869) verheiratet.
Arved heiratete am 20. September 1905 in Mitau Marie Freiin von Fircks (* 1874), mit der er zwei Töchter hatte:
- Ilse Marie (* 1908) ∞ 1933 Gustav Adolf Steengracht von Moyland (1902–1969)
- Elisabeth (* 1914)